# Redfern (entreprise)
Pour les articles homonymes, voir Redfern (homonymie).
Redfern & Sons est une entreprise britannique, au départ un simple drapier-tailleur devenu une maison de couture renommée, qui trouve ses origines au milieu du XIXe siècle à Cowes sur l'Île de Wight. Celle-ci est fondée par John Redfern à Cowes, puis développée en France par Charles Poynter vers les années 1870, pour rapidement s'étendre dans le monde par l'ouverture de plusieurs succursales à Londres, Paris, ou New York dans les décennies suivantes. Il est attribué à la maison l'invention de l'ensemble costume-tailleur à la date symbolique de 1885, ce pour quoi le nom de Redfern est régulièrement cité. Mais la maison confectionne l'ensemble du vestiaire féminin et devient en France membre de la Chambre syndicale de la couture parisienne  durant le XXe siècle. C'est, autour des années 1900, une prolifique et prestigieuse maison en France, en Angleterre et aux États-Unis, signature incontournable de la mode de l'époque. La succursale parisienne, principal lieu du succès de l'entreprise, ferme en 1929.

## Historique

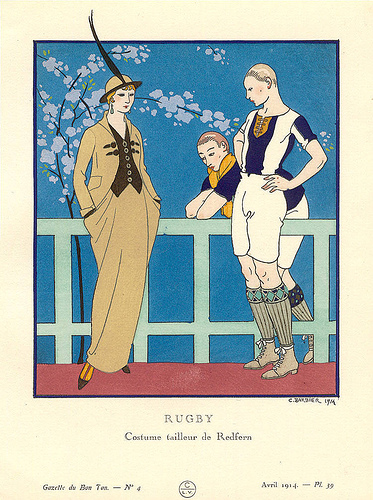
Costume tailleur de Redfern, illustration par George Barbier dans la Gazette du Bon Ton, avril 1914.

John Redfern (1820-1895) commence son activité comme « marchand-drapier » à Cowes, vers 1847. Il vend, coupe puis façonne les tissus, principalement des draps de laine à une clientèle masculine passant d'un magasin de tissu à une maison de couture. Les tenues d'amazones pour la chasse ou l'équitation sont l'exception permettant aux tailleurs d'avoir des clientes,. John Redfern va inventer le nouveau métier de « tailleur pour dames »,, aidé de deux de ses fils, John et Stanley.
Vers la fin des années 1860, les activités de plein air ou sportives telles que l'équitation, le canotage, le croquet, le golf, le tennis, le yachting, le tir à l'arc, ou la montagne se développent, et les femmes doivent trouver des vêtements adaptés à la pratique de celles-ci, leur laissant une liberté de mouvement,. Cowes devient un haut lieu du nautisme et de la plaisance dans les années 1870 et Redfern va adapter ses réalisations à cette tendance.
Durant cette décennie, la maison est connue pour ses vêtements destinés à la pratique du sport, jusqu'à en faire une spécialité,, : la maison développe les ensembles veste et jupe assortie, le « costume tailleur » directement tirés du vestiaire masculin,, parfois appelé « costume-trotteur ». Mais vers la même époque, Redfern diversifie son activité de tailleur pour inclure la création de robes, la plupart à corsage boutonné inspirées du gilet d'homme,, dont la robe de mariée et les habits des demoiselles d'honneur du chirurgien de la reine Victoria.
La maison conçoit en 1879 une tenue en jersey de laine portée par Lillie Langtry, alors maitresse du Prince de Galles. L'apparition de l'actrice dans cette tenue lors d'une régate à Cowes assure définitivement la renommée de la maison en Angleterre,. Par la suite, la Princesse de Galles commande des « vêtements de voyage » à l'entreprise, rendant ainsi connue le nom de Redfern jusqu'en France ; elle porte alors le costume tailleur de la maison, « mêlant élégance et praticité », en journée, popularisant ainsi celui-ci pour un autre usage : bien que créés pour le sport, ces vêtements sont au cours des années adoptés dans la vie de tous les jours. 

### Paris
John Redfern ouvre une succursale à Londres en 1878 dirigée par Frederick Mims, vendant vêtements de sport et sur mesure, puis à Paris en 1881,,au 242, rue de Rivoli. À l'époque, il est « de bon ton, voire recommandé, d'ouvrir une succursale à Londres si l'on est parisien, et inversement. » L'entreprise porte alors le nom de « Redfern & Sons ». 
Charles Pennington Poynter, qui est également le styliste de l'entreprise, s'occupe de la succursale de Paris et va bientôt ouvrir d'autres succursales en France, comme à Deauville, Cannes, Nice ou Monte-Carlo ; celui-ci fait ajouter « Redfern » à son nom afin de « mieux incarner la marque ». 
En France, la maison Redfern, qui insiste sur son origine anglaise, devient incontournable, même si elle n’atteint pas la renommée du tout puissant Charles Frederick Worth, autre anglais installé à Paris, ; la maison, un tailleur, est complémentaire du couturier dans la drastique hiérarchie des tenues qui existe à l'époque pour les élégantes en fonction de l'usage et du moment de la journée : « dès la fin des années 1880, on estime communément que la garde-robe idéale d'une élégante doit comporter des costumes de jour griffés Redfern et des vêtements du soir signés Worth ». Redfern trouve alors vers cette époque l'équilibre entre le chic parisien et la sobre distinction anglaise,,.

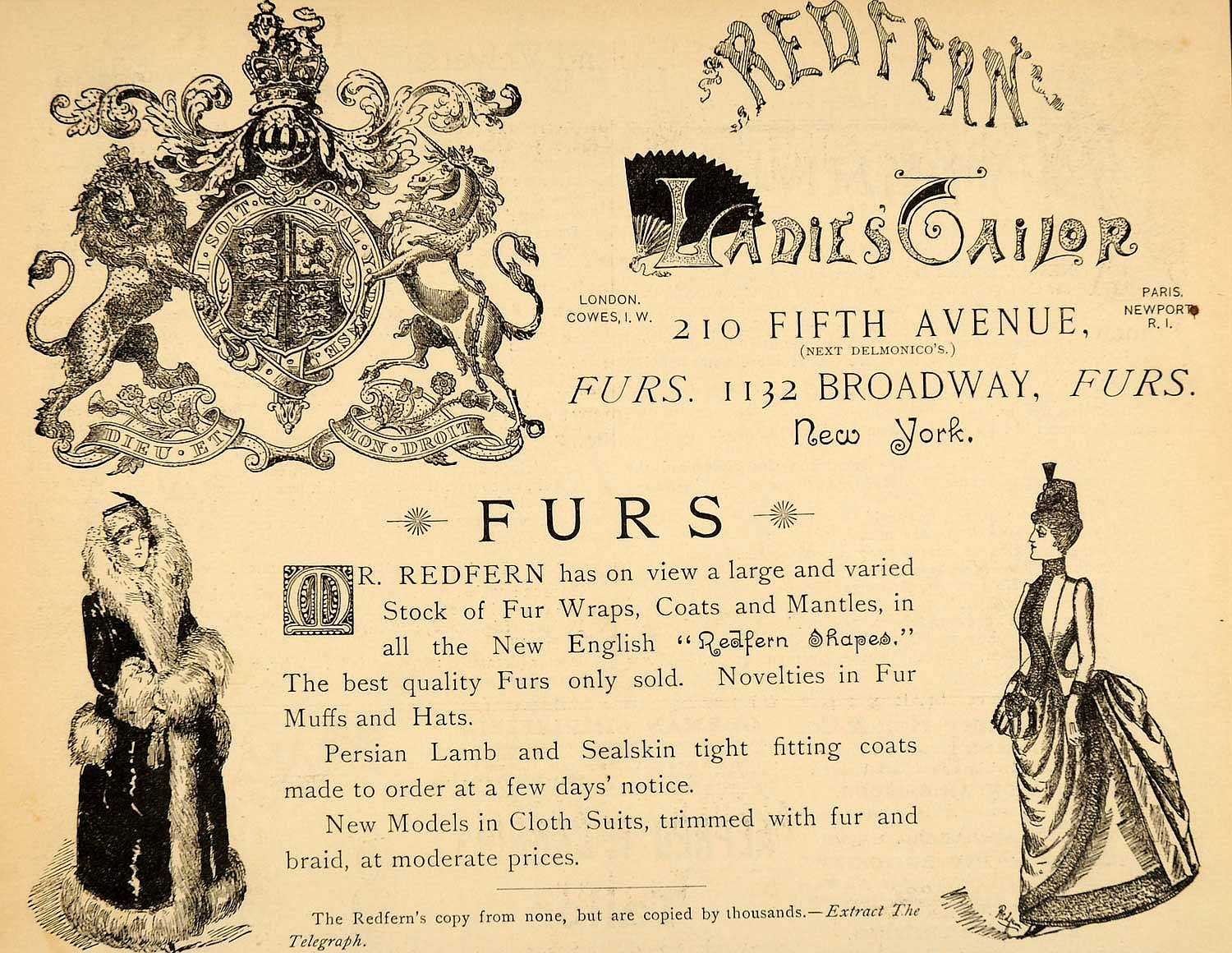
Publicité de la succursale de New York (1885)

Les ouvertures européennes sont suivies de boutiques à New York au 210 de la Cinquième avenue en 1884, ainsi que Newport, Rhode Island, Saratoga Springs par la suite, toutes sous la responsabilité d'Ernest Redfern, fils du fondateur. Aux États-Unis l'entreprise est baptisée Redfern & Co.
La maison utilise largement la publicité et l'illustration durant plusieurs décennies pour promouvoir son succès ; en 1885 sont publiées des publicités importantes dans Le Temps ou Le Figaro. L'Histoire retiendra symboliquement cette date comme celle de l'invention du costume-tailleur moderne par Redfern. Par la suite, Redfern diffuse une pièce inspirée du vestiaire masculin, le « manteau-tailleur » à la coupe stricte ainsi que l'imperméable.
Redfern devient en 1888 « Dressmaker By Royal Appointment » de la reine Victoria et la princesse de Galles. La maison habille depuis 1870 ces deux personnalités, qui apparaissent notamment dans le magazine The Queen, et utilise leurs noms sur ses publicités ou étiquettes. Redfern à comme clientèle nombre d'autres personnes de la cour d'Angleterre mais également l'impératrice de Russie.

### Redfern Ltd

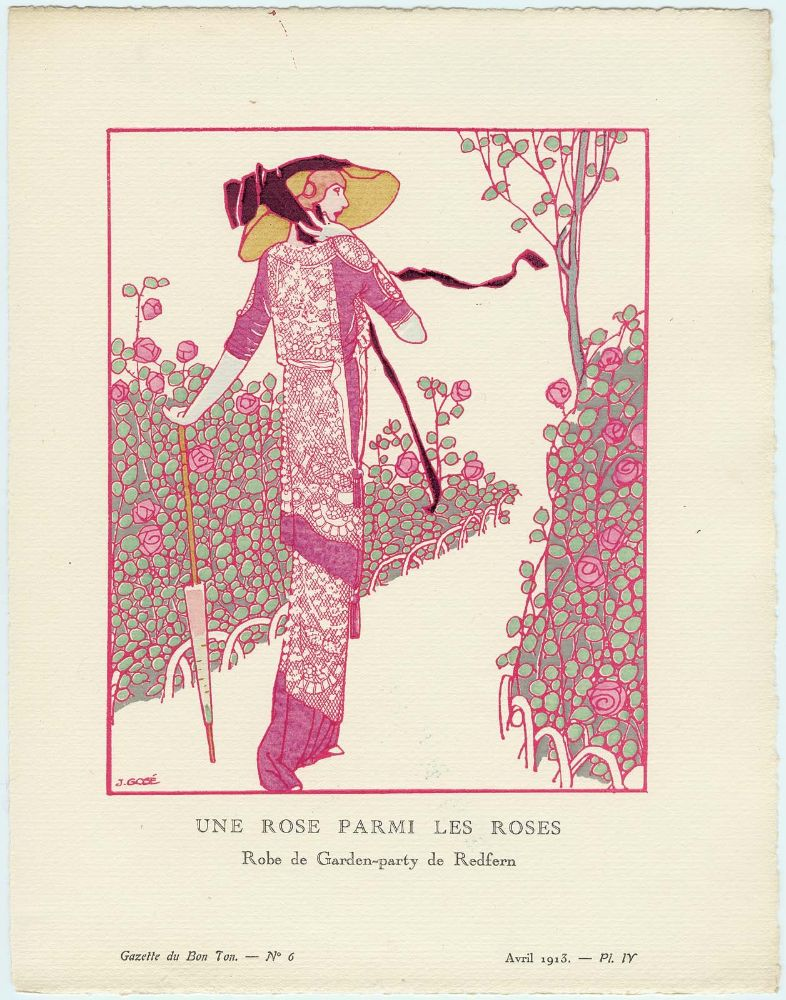
Robe de Garden-party de Redfern, illustration par Xavier Gosé dans la Gazette du Bon Ton, avril 1913.

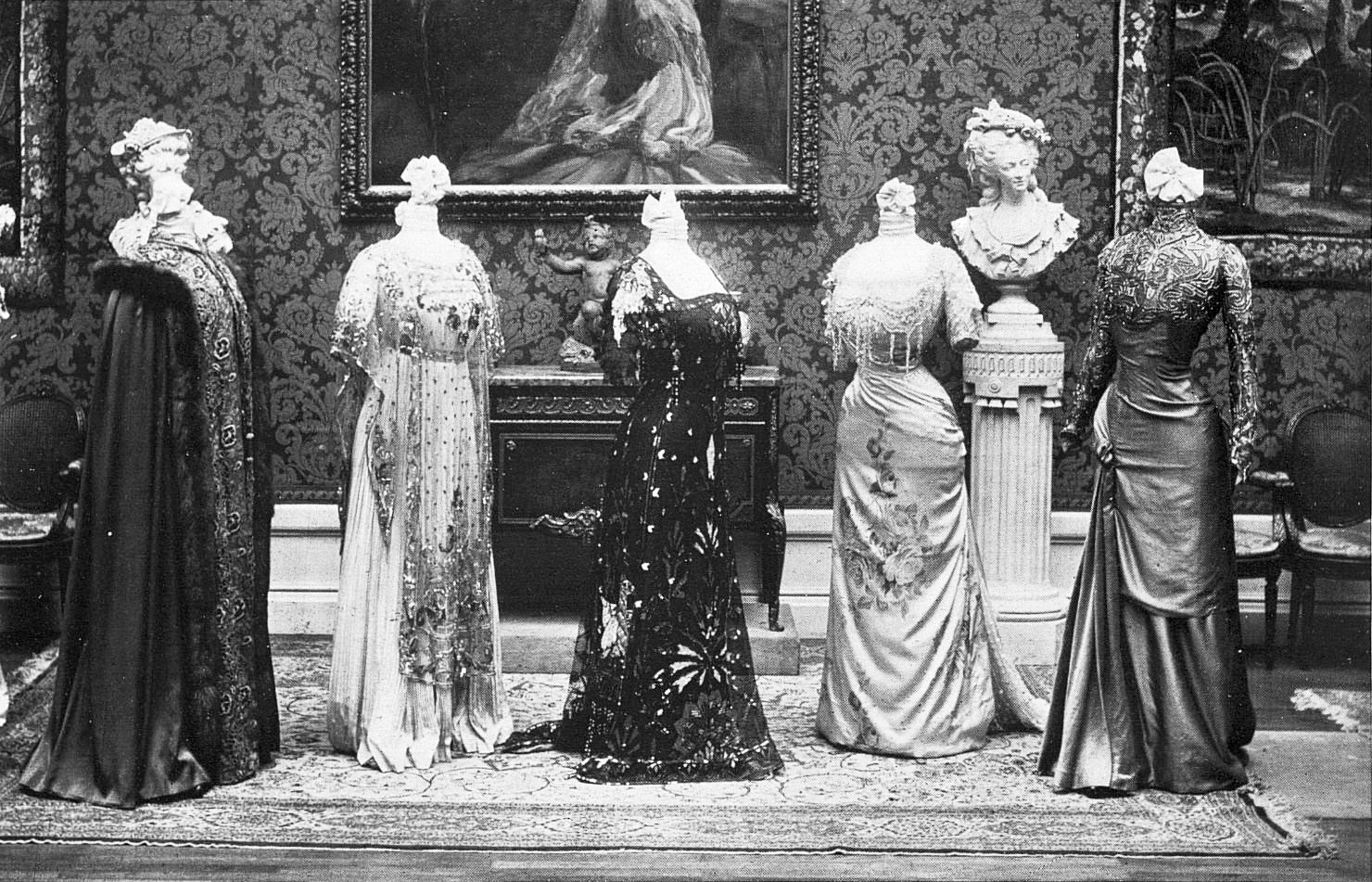
Costumes de théâtre de Redfern, 1908.

À partir de 1892, l'entreprise, qui connait déjà un succès international, est rebaptisée Redfern Limited. La maison, dominant la mode des vêtements de sport, de voyages, étend ses collections en proposant, dans sa succursale de Paris principal lieu de son succès, des vêtements du soir,, s'éloignant ainsi de son métier de tailleur pour se rapprocher plus encore du métier de couturier. La maison est reconnue également comme fourreur,, ainsi que pour ses manteaux : « manteaux entièrement en fourrure, […] manteaux de théâtre et de voiture ». John Redfern le fondateur meurt en novembre 1895 à Cowes.
En 1900, la maison Redfern, qui compte plusieurs centaines d'employés, participe, avec de nombreux autres grands couturiers, à l'Exposition universelle, dans le pavillon Palais des Fils, Tissus et Vêtements ; Elle intègre la Chambre syndicale de la couture parisienne, : Redfern fait, à l'époque, jeu égal avec les plus grands couturiers,. Après 1900, la maison est illustrée dans la presse essentiellement pour ses robes de jour, mais également ses tenues du soir, s'éloignant des tenues décontractées de ses origines ; la boutique historique de Cowes ferme vers cette époque. Dans les années 1910, Redfern apparait régulièrement dans la luxueuse Gazette du Bon Ton au milieu des nombreux couturiers parisiens ; la maison fait partie des sept couturiers qui sont en contrat avec la publication de Lucien Vogel,. 
Redfern est sollicité depuis longtemps par les comédiennes de théâtre, telle Sarah Bernhardt, Jane Hading, ou Marie-Thérèse Piérat, qui lui commandent des robes de scène, des « costumes dramaturgiques » faisant ainsi la publicité de la maison jusqu'à obtenir plusieurs pages dans certaines publications. 
En 1916, Redfern créé les premiers uniformes féminins pour la Croix Rouge,. Autour des années de la Première Guerre mondiale, la maison se fait remarquer dans la presse par ses créations très colorées ; elle est également considérée comme un des maitres du style Gréco-romain de la mode depuis quelques années. En 1918, à l'occasion d'une exposition de mode tenue à Zürich, en territoire neutre, un journaliste note que Redfern, tout comme Worth, a pour spécialité de draper la « grande mondaine imposante ». Après la Guerre, l'entreprise compte également, en plus de Londres ou Paris, des succursales à Nice et Monte-Carlo. Une publicité de l'époque indique : « Toilettes pour les courses, robes pour Henley,robes et manteaux pour les cours royales, chapeaux pour toutes circonstances, fourrures et lingerie. »
Vers les années 1930 sont commercialisés les parfums Soir Hindou ou Océan d'Amour. À cette époque, la maison déménage et s'installe 8, rue Royale, mais également sous l'enseigne Redfern Sports au 32, rue du Faubourg-Saint-Honoré vendant des modèles plus abordables. À la mort de Charles Poynter en 1929, la maison ne survit pas au principal instigateur de sa renommée et son développement. S'ensuit une période chaotique faite d'ouverture et de fermeture.
De nos jours, les créations de Redfern sont visibles au Victoria & Albert Museum, au Palais Galliera, au Kyoto Costume Institute, à la National Gallery of Victoria, au Musée des arts appliqués de Belgrade, au Musée des beaux-arts de Boston, ou au Philadelphia Museum of Art. Ces musées disposent de nombreuses robes, dont plusieurs destinées à être portées le soir. Pourtant l'image de Redfern reste ancrée principalement aux vêtements de jour, dont l'iconique ensemble tailleur.

## Toilettes publiées parLes Modes(1902-1922)
| Type                               | Description | Année | Numéro | Photographie |
| ---------------------------------- | --- | ----- | ------ | ------------ |
| Robe de dîner                      | Robe « du Barry ». | 1902  | 13     |              |
| Robe de dîner                      | | 1902  | 13     |              |
| Robe de dîner                      | | 1902  | 13     |              |
| Tea-gown                           | Tea-Gown en mousseline de soie bleue plïssée soleil, garni de dentelle très ocrée. Empiècement et étole en cluny de soie bleu et blanc. Ceinture de ruban pékiné. | 1902  | 14     |              |
| Manteau                            | Manteau en breitschwanz, col et revers de zibeline. | 1902  | 14     |              |
| Manteau du soir                    | Mante en panne vieil ivoire discrètement brodée de tons anciens. | 1902  | 14     |              |
| Robe de bal                        | Robe de bal en chantilly blanc, incrustée de chantilly noir, bordée de sequins noirs. Au bord du décolleté et dans le bas de la jupe, haut marabout de sequins. | 1902  | 15     |              |
| Robe d'après-midi                  | Robe d'après-midi en tissu myrte, avec incrustations de toile orientale rebrodée d'or ancien. | 1902  | 16     |              |
| Robe de courses                    | Robe en voile blanc avec volants de blonde retenus par des guirlandes de rubans. Ceinture de taffetas Pompadour. | 1902  | 17     |              |
| Robe de petits dîners              | Sur fond Liberty paille, tulle crème plissé, incrusté de dentelle brodée. | 1902  | 17     |              |
| Costume de grande cérémonie        | Costume de grande cérémonie porté à la cour d'Angleterre. "Manteau en drap d'argent. Entredeux en guipure d'argent, grillagé de violettes faisant le tour, bouquets, depuis le bouquet de deux sous, jusqu'à la grosse botte, jetés sur la traîne. le drap d'argent est posé sur de la peau de cygne doublée de météore. une grosse ruche de tulle et ruban borde le dessus du manteau. Robe princesse en météore ; jupe faisant la moitié du corsage garnie irrégulièrement de point d'Angleterre, dessous en tulle et ruban ; corsage sans épaulettes, manches et haut de corsage en point d'Angleterre garni d'une guirlande de violettes; gros bouquet aux épaules. Le manteau tient au corsage et non pas aux épaulettes. | 1902  | 18     |              |
| Robe de dîner                      | Robe de diner Louis XV en taffetas broché vieux rose, garnie de dentelle rebrodée. | 1902  | 18     |              |
| Robe de petits dîners              | Robe en louisine pompadour garnie de larges anneaux en point de Venise. | 1902  | 19     |              |
| Robe d'après-midi                  | Robe en drap blanc brodé et incrusté sur filet. Large bande de zibeline au bas de la jupe. Jaquette de zibeline à parements et manches en dentelle de Venise. | 1902  | 22     |              |
| Robe de visites                    | Robe en drap Champagne avec incrustations de venise. Étole et manchon en zibeline, doublés d'hermine. | 1902  | 22     |              |
| Robe de réceptions                 | Robe Princesse, dentelle « roussie », légèrement drapée devant par des boutons ciselés en or et en argent. Autour de la pèlerine et au bas de la robe, haut effilé de soie assortie retombant sur une double jupe de peau de gant, brodée vieux tons. Manteau en dentelle, application à clair. | 1902  | 23     |              |
| Robe de cortège                    | Robe en velours bleu saphir clouté, garnie de dentelles de Venise avec application de fleurs en jais. Grand manteau de même nuance, garni de zibeline. | 1902  | 24     |              |
| Robe d'intérieur                   | Robe en crêpe de chine avec incrustation d'angleterre ; devant en tulle plissé ; ceinture liberty brodée de perles fines. | 1903  | 26     |              |
| Robel de bal                       | Robe avec guirlandes de liserons en paillettes nacrées, sur tulle blanc ; épaulettes en perles fines, guirlande de liserons sur l'épaule gauche. | 1903  | 29     |              |
| Robe de courses                    | Robe en drap noir sur tulle blanc ; transparent bleu ciel ; guirlandes de linon brodé écru et bleu. | 1903  | 29     |              |
| Robe d'intérieur                   | Robe en tulle et dentelle d'Alençon, laissant entrevoir la taille, ceinte d'un ruban Pompadour. | 1903  | 30     |              |
| Robe d'après-midi                  | Robe de gaze imprimée sur vieux rose ;petits volants bonne femme en gaze,monté sur entre-deux chantilly. | 1903  | 31     |              |
| Robe d'après-midi                  | Robe en linon blanc brodé. Pèlerine avec incrustations de valenciennes ; jupe avec incrustations et volant de valenciennes, monté sur fond Pompadour. Ceinture faite d'un large ruban Pompadour et munie de longs pans. | 1903  | 32     |              |
| Robe d'après-midi                  | Robe en tissu souple mélange rouge et ficelle ; boléro court entièrement plissé à la main, genre « Soleil », empiècement dentelle d'Irlande jaunie ; blouse mousseline de soie bois plissée et joliment travaillée ; jupe également plissée et garnie dans le bas de deux petits plissés « bonne femme » en taffetas bois. | 1903  | 33     |              |
| Robe d'après-midi                  | Robe en drap gris, broderie sur drap, intérieur du médaillon en dentelle incrustée. Manches en dentelle rebrodée argent.Volant garni de deux bandes de queues de zibeline. | 1903  | 34     |              |
| Mantelet d'après-midi              | Mantelet en drap blanc, étole d'hermine, galon de broderie ancienne. Robe en drap blanc découpé sur fond de dentelle. | 1903  | 35     |              |
| Manteau d'opéra                    | Manteau en panne craquelée crème, semée de bouquets de roses 'Soffrano et Malmaison'. Intérieur en mousseline et dentelle. Étole en zibeline. | 1903  | 36     |              |
| Manteau du soir                    | Manteau en velours frappé or. Col et manches de zibeline formant manchon. Robe de drap blanc brodé. | 1904  | 37     |              |
| Robe de dîner                      | Robe en taffetas paille ombré, garnie de broderie anglaise. | 1904  | 39     |              |
| Robe du soir                       | Robe en jais noir pailleté, manches en mousseline de soie. | 1904  | 40     |              |
| Robe d'après-midi                  | Robe en taffetas Pompadour. Jupe froncée à la vieille, ornée de dentelle Alençon, formant baldaquin. Corsage pur style Louis XV, enguirlandé de fleurs brodées même style, retenues par des nœuds de ruban satin rose. | 1904  | 41     |              |
| Robe Trianon                       | Robe en tulle bleu imprimé Pompadour, garnie d'entre-deux et de dentelles Alençon « boules ». Manches à gigot ornées de rubans Pompadour. Ceinture même ruban. | 1904  | 41     |              |
| Robe de courses                    | Robe en voile beige, corsage garni de pampilles beiges et noires ; ceinture pékin ; jupe à tablier. | 1904  | 42     |              |
| Costume tailleur                   | Costume à carreaux noirs et blancs ; col et parements brodés d'hortensia sur fond de taffetas ivoire. | 1904  | 45     |              |
| Robe d'après-midi                  | Robe en linon blanc, brodé genre venise ; volants en dentelle de Valenciennes ; transparent paille. | 1904  | 45     |              |
| Robe de garden-party               | Robe en voile blanc ; ceinture en taffetas brodé Pompadour ainsi que l'empiècement en dentelle du corsage. | 1904  | 45     |              |
| Robe de garden-party               | Robe en linon royal et broderie anglaise avec entre deux et volants de valenciennes ; ceinture de taffetas Pompadour. | 1904  | 45     |              |
| Robe pour les courses de Deauville | Robe en dentelle de Valenciennes avec incrustations de linon brodé sur transparent ciel. | 1904  | 45     |              |
| Jaquette d'après-midi              | Jaquette en loutre. Col et poignets en zibeline. | 1904  | 46     |              |
| Jaquette de style                  | Jaquette en breitschwanz, col broderie même ton. — Robe en drap blanc brodé. | 1904  | 46     |              |
| Mantelet de chinchilla             | Mantelet de chinchilla. — Robe en drap blanc brodé. Parements. Empiècement en dentelle brodée gris argent.Petit collet de dentelle garni de pampilles grises. | 1904  | 46     |              |
| Costume tailleur                   | Jaquette en drap rouge, col châle, ruban noir, gilet drap blanc, jupe très ample drap rouge. | 1904  | 47     |              |
| Tea-gown                           | Tea-Gown en voluptueuse incrustée de dentelle et rebrodée d'argent. | 1905  | 49     |              |
| Costume du matin                   | Costume du matin pour la Riviera. Corsage et jupe en météore blanc, garnis de piqué blanc à points noirs, le fond de dentelle formant fond blanc. | 1905  | 51     |              |
| Trotteur pour la Riviera           | Robe en serge blanche, plissé soleil. Col, parements et ceinture en drap beige brodé. Garniture de dentelle. | 1905  | 51     |              |
| Robe de visites                    | Robe en guipure d'Irlande. Mantelet en messalinette mordorée changeante, garnie de dentelles valenciennes. | 1905  | 52     |              |
| Robe de bal                        | Robe en messalinette paille rehaussée d'or et de broderies rococo du même tissu et garnie de dentelle de Valenciennes rebrodée or. | 1905  | 53     |              |
| Robe d'après-midi                  | Robe en batiste Pompadour. Volants de valenciennes, col brodé, perles vieux ton. | 1905  | 54     |              |
| Robe tailleur                      | Robe en lainage noir et blanc, broderie en drap cardinal et amande garnie de vieil or. | 1905  | 55     |              |
| Robe d'après-midi                  | Robe en voile changeant ; ruches et garnitures vert émeraude. | 1905  | 56     |              |
| Robe d'après-midi                  | Toilette en « Burlingham silk», créée par Redfern pour Mlle Camille Preyle, du théâtre du Vaudeville. Longue jaquette avec revers brodés ; gilet de taffetas parme brodé or, col et cravate en véritable dentelle. | 1905  | 56     |              |
| Robe de ville                      | Robe de ville, en « Rajah silk ». | 1905  | 57     |              |
| Toilette de plage                  | Toilette de plage en « Burlingham silk » | 1905  | 57     |              |
| Costume tailleur                   | Grande jaquette en drap brique. Jupe princesse en drap blanc. | 1905  | 58     |              |
| Manteau du soir                    | Sortie d'Opéra en velours bronze ; large entre-deux en point d'Angleterre rebrodé de fils d'or et d'argent. Boléro et étole en chinchilla. | 1905  | 59     |              |
| Manteau                            | Grand manteau de fourrure en zibeline et hermine. | 1906  | 61     |              |
| Robe d'après-midi                  | | 1906  | 63     |              |
| Manteau                            | | 1906  | 63     |              |
| Robe de dîner                      | Robe de dîner en tulle blanc sur transparent rose, rebrodé de guirlandes roses. | 1906  | 63     |              |
| Robe de théâtre                    | Robe de théâtre en velours blanc rebrodé de roses de velours, ornée de volants en venise et d'une garniture en zibeline. | 1906  | 63     |              |
| Toilette de théâtre                | Portée par Jane Hading dans Serge Panine de Georges Ohnet au théâtre de la Gaîté. | 1906  | 63     |              |
| Toilette                           | Mme Paul Boyer | 1906  | 64     |              |
| Toilette                           | Mlle Andrée Barlette dans La Commère | 1906  | 64     |              |
| Robe de réception                  | Robe de réception avec traîne | 1906  | 65     |              |
| Robe de réception                  | | 1906  | 66     |              |
| Robe d'après-midi                  | | 1906  | 67     |              |
| Robe du soir et étole d'hermine    | | 1906  | 69     |              |
| Robe du soir                       | Robe du soir en moire bleu Saxe recouverte de tulle Alençon et rebrodée rococo, avec étole formée de renards blancs. | 1906  | 70     |              |
| Boléro en hermine                  | | 1906  | 71     |              |
| Robe d'après-midi                  | | 1906  | 71     |              |
| Robe princesse                     | Robe en velours bois de rose, guirlandes de roses de velours, brodées vieux tons. Grande veste en faille noire tissée de roses de France ombrées vieux tons d'or, garnie de chinchilla. | 1906  | 72     |              |
| Robe de dîner                      | Robe de dîner « grecque » en coraline garnie de dentelle d'or. Grand manteau péplum en velours parme doublé de coraline. | 1907  | 74     |              |
| Tea-gown                           | Tea-gown en voile Ninon blanc, jupe avec incrustations de dentelle or. Grand manteau de dentelle or retenu au milieu du dos par une boucle vieil or. | 1907  | 76     |              |
| Robe de dîner                      | Robe en tulle jaune rebrodé de roses de métal or. Grand biais de laine or. Ceinture or. | 1907  | 77     |              |
| Robe de visites                    | Robe de visites, en drap et velours feu, montée sur un fourreau or, avec grande étole byzantine brodée. | 1907  | 83     |              |
| Robe princesse                     | Robe princesse en liberty noir, garni de bandes de roses d'or. Manches de résille d'or à pois. | 1907  | 83     |              |
| Manteau du soir                    | Dominicain en broché de soie, rebrodé de roses vieux tons et or, garni de chinchilla. | 1908  | 85     |              |
| Grand manteau et robe de dîner     | Robe princesse en velours bleu Nattier bordée d'une bande de zibeline.Grand manteau en tulle brodé d'or et d'argent, lignes soulignées de biais en satin bleu Nattier. | 1908  | 86     |              |
| Manteau de scène                   | Manteau de cour en velours saule doublé d'hermine, garni de bandes de broderies d'or. | 1908  | 86     |              |
| Robe de scène                      | Robe en velours turquoise, garnie de dentelle d'argent, brodée de pierreries et de turquoise. Tablier en drap d'argent avec la même broderie. | 1908  | 86     |              |
| Robe du soir                       | Robe en voile Ninon nuit. Tunique brodée de perles nuit et de paillettes d'or reposant sur une robe de dentelle. | 1908  | 90     |              |
| Robe de dîner                      | Robe en mousseline de soie blanche, bordée de larges rubans satinés, peints de roses pâles. Corsage et jupe drapés, manches faites de rubans. | 1908  | 91     |              |
| Robe du soir                       | | 1908  | 96     |              |
| Robe de dîner                      | Robe de dîner « Dagobert » en voluptueuse bleue. Corsage en broderie d'argent. Ceinture en galon d'argent rehaussé de cabochons bleus. | 1909  | 101    |              |
| Robe du soir                       | Robe « Princesse » en tulle blanc rehaussé de tubes de cristal. Longues étoles de cabochons de perles irisées rehaussées de cabochon de cristal. | 1909  | 102    |              |
| Robe du soir                       | Robe en ondoyant vieil or en forme de fourreau, agrémentée d'étoles brodées de soie et de perles d'or, agrémentée d'étoiles brodées de soie et de perles d'or. Guimpe en dentelle d'or. Franges en soie et perles d'or. | 1909  | 103    |              |
| Robe de dîner                      | Robe en « Salomé Silk » ivoire bordée de velours blanc. Revers tout en diamant". | 1910  | 109    |              |
| Robe d'après-midi                  | Robe en « Arab silk » bleu électrique, avec un liséré noir, garnie de vieille guipure | 1910  | 110    |              |
| Robe de dîner                      | Robe de dîner en « Salomé silk ». | 1910  | 111    |              |
| Robe d'après-midi                  | Robe princesse en « Indro silk » beige, retenue par un large biais boutonné, terminé en étole dans le dos. Manches de voile beige plissé. Col de velours agrémenté de dentelle et d'un plissé de voile assorti. | 1910  | 112    |              |
| Robe du soir                       | Robe en charmeuse Sèvres. Tunique de mousseline noire entièrement rebrodée de perles bleues et rehaussée de nœuds de satin noir. | 1910  | 112    |              |
| Robe du soir                       | Robe du soir, fond en mousseline saumon recouverte d'une tunique de voile gris brodé du même ton. | 1910  | 113    |              |
| Robe du soir                       | Robe du soir bleu Nattier avec broderie vieux tons bleu et or | 1910  | 113    |              |
| Robe de dîner                      | Robe en charmeuse orange brodée ton sur ton avec franges. | 1910  | 114    |              |
| Robe d'après-midi                  | Costume de tussor bleu lavande garni de broderies du même ton. Petit dépassant kaki brodé de noir. | 1910  | 115    |              |
| Robe du soir                       | Robe en gaze chair avec double tunique brodée d'or ; cordelière d'or à la taille. | 1910  | 116    |              |
| Robe d'après-midi                  | Robe d'après-midi en broderie anglaise et tulle blanc. Ruban pompadour au corsage et à la jupe. | 1910  | 117    |              |
| Robe de casino                     | Robe de casino en linon blanc brodé. Ceinture cerise. | 1910  | 117    |              |
| Robe de dîner                      | Robe de dîner en liberty ivoire. Grande tunique de tulle pailleté, garnie de galons dorés. | 1910  | 118    |              |
| Robe de skating                    | Robe de skating en velours chaudron. Tunique en broderie russe garnie de vison. Bonnet d'étoffe ancienne garni de zibeline. | 1910  | 118    |              |
| Robe de skating                    | Robe de skating en velours changeant vert if et tilleul forme genre moujick garnie de skungs et de brandebourgs vieil or. | 1910  | 119    |              |
| Robe du soir                       | Robe du soir tout enroulée de dentelle disposée avec de la gaze noire ; broderie de diamants noirs. | 1910  | 119    |              |
| Robe de dîner                      | Robe en liberty changeant bleuté, revoilé d'une tunique en tulle bis, richement brodée de roses d'or en relief, soulignée d'un large ruban de velours noir | 1910  | 120    |              |
| Robe d'après-midi                  | Robe de taffetas changeant simulant un retroussis sur un volant de mousseline plissée de deux tons. Barbe de malines de chaque côté du devant du corsage. | 1912  | 138    |              |
| Robe d'après-midi                  | Robe de crêpe façonné mauve. Jupe drapé de côté sur une tunique de dentelle. Corsage très à clair avec fichu de dentelle. Rose de velours émeraude. | 1912  | 141    |              |
| Robe de dîner                      | Robe de crépon blanc avec incrustations de vraie guipure et frange de soie noire tombant en tunique sur un fourreau de Circé noir. Corselet bleu Nattier retenant un blouson de guipure | 1912  | 143    |              |
| Robe de scène                      | Robe de crêpe plissé retroussée de côté par un ruban, simulant des paniers. Blouse toute plissée avec un col de guipure et une cravate de ruban cerise | 1913  | 145    |              |
| Déshabillé                         | Déshabillé de Redfern. "Chemise plissée en voile blanc. Manteau de velours souplement drapé et bordé de cygne. | 1913  | 146    |              |
| Robe du soir                       | Fourreau de mousseline de soie rose plissée, enroulé de tulle brodé de tubes irisés. Corsage avec un papillon en perles fines et diamants bleus. | 1913  | 147    |              |
| Robe d'après-midi                  | Robe en broché géranium, draperie faisant ceinture.Corsage en voile Ninon ivoire fermé par un motif de perles et de rubis | 1913  | 150    |              |
| Robe du soir                       | Longue gaine de tulle noir perlé, drapée et enroulée. Corsage très à clair maintenu à l'épaule et au milieu des bras. Echarpe de tulle blanc. | 1913  | 151    |              |
| Robe du soir                       | Robe en mousseline rose.Pendants de corail sur une tunique argent.Pavot de velours noir et feuilles argent. | 1913  | 154    |              |
| Robe du soir                       | Robe en mousseline de soie sur un fond de liberty. Corsage avec une résille de perles. Ceinture de satin avec un grand pan derrière. | 1914  | 157    |              |
| Robe du soir                       | Jupe en crêpe satin tango drapée sous une haute ceinture de velours diamanté. Corsage fait d'une écharpe de dentelle d'argent. | 1914  | 159    |              |
| Robe du soir                       | Robe en voile Ninon chair enroulé d'une draperie de perles de jais dégradé du noir au blanc. | 1914  | 159    |              |
| Robe du soir                       | Robe en crêpe satin rose drapée par une cordelière de cristal et retenue à la taille par une guirlande de fleurs minuscules, laissant la jupe se terminer par une tète sur un corsage de dentelle d'argent. | 1914  | 160    |              |
| Costume tailleur                   | Costume tailleur léger en pékiné blanc et rouge, boutons et garnitures des poches rouges ; petite jaquette rouge à revers pékinés ;cravate en soie noire. | 1914  | 161    |              |
| Robe du soir                       | Longue gaine en lassu vert et argent ; tunique et tulle vert et glands d'argent ; col laitonné en forme d'aile. | 1914  | 162    |              |
| Robe du soir                       | Robe en charmeuse blanche ;corsage en mousseline de soie blanche ; ceinture en mousseline géranium ; piquet de capucines au corsage. | 1914  | 163    |              |
| Robe d'intérieur                   | Robe d'intérieur à traîne en charmeuse rose.Manteau de dentelles, perles irisées. | 1914  | 164    |              |
| Robe d'après-midi                  | Robe en velours noir. — Jupe découpée en pointes doublées de bleu. — Collerette de dentelle. | 1915  | 165    |              |
| Robe d'après-midi                  | Robe « Mousmé » en soie « circé » noire sur un dessus de soie bleu japonais. | 1917  | 171    |              |
| Robe d'après-midi                  | Robe en voile blanc brodé et plissé, rehaussé de pointes de satin noir. | 1917  | 171    |              |
| Robe d'après-midi                  | Robe d'après-midi en crêpe broché violet ; corsage très souple boutonné sur chaque épaule ; large ceinture ; col et revers de manche en taupe. | 1917  | 173    |              |
| Robe d'après-midi                  | Robe d'après-midi, trois pièces, en velours de coton noir ; corsage en satin blanc ; ceinture de velours noir se boutonnant de chaque côté du devant. Jupe en velours. Jaquette droite en velours, avec empiècement garni de boutons d'acier. | 1917  | 173    |              |
| Cape du soir                       | Cape du soir en hermine, avec grand col de renard blanc. | 1917  | 173    |              |
| Manteau d'après-midi               | Manteau d'après-midi en nutria ; ceinture cordelière en passementerie. | 1917  | 173    |              |
| Robe de mariée                     | Robe de mariée en charmeuse blanche, garnie de dentelle point d'Angleterre ; fleurs d'oranger. | 1918  | 176    |              |
| Robe de dîner                      | Robe en mousseline noire drapée et enroulée sur elle-même, formant de longues ailes sur les bras, agrémentées de glands de jais. | 1918  | 177    |              |
| Robe du soir                       | « La somptueuse ». Robe en velours noir et corail : jupe drapée toute noire ; corselet et envers de la traîne en velours corail | 1918  | 178    |              |
| Robe du soir                       | Robe du soir en satin gris perle, brodée de roses de jais. Longue écharpe enroulée en charmeuse corail, voilée de tulle noir ; girandoles en jais formant manches. | 1919  | 182    |              |
| Robe d'après-midi                  | Robe en tissu lamé or, entièrement drapée et doublée de satin taupe. Ceinture en mousseline rose. | 1919  | 183    |              |
| Robe d'après-midi                  | Robe d'après-midi en foulard ; volants plissés bordés de satin cerise | 1919  | 184    |              |
| Robe du soir                       | Robe en tulle bleu saphir entièrement pailleté même ton, touffes de plumes cerise ; haut corselet formant traîne en satin bleu saphir | 1919  | 184    |              |
| Robe d'après-midi                  | Robe d'après-midi en jersey de soie noir, ornée d'une haute frange de lacets blancs et noirs. Ceinture de perles travaillées en ruban. | 1919  | 185    |              |
| Robe pour la plage                 | Robe en voile de coton blanc, brodé d'arabesques rouges et noires ; fourreau en dentelle de Valenciennes. | 1919  | 187    |              |
| Robe de dîner                      | « L'enjouée ». Robe en gaze de velours mauve ; corsage formant ceinture drapée, terminée de chaque côté par deux motifs de jais frangés ; bas des manches et de la jupe garnis de zibelinette. | 1922  | 212    |              |
| Robe d'après-midi                  | Modèle quadrillé ; jupe de satin noir plissé ; casaque en crêpe Georgette blanc, travaillé par des galons cirés noirs. | 1920  | 196    |              |
| Robe et cape d'après-midi          | Robe en cacha blanc, broché rouge. Cape assortie | 1922  | 214    |              |
| Robe du soir                       | « Circé ». Robe nuance cerise, brodée et cloutée d'acier. | 1922  | 216    |              |
| Robe de five o'clock               | Chemise indoue en crêpe Georgette ; casaquin de cachemire brodé. | 1922  | 220    |              |